# 微量栄養素

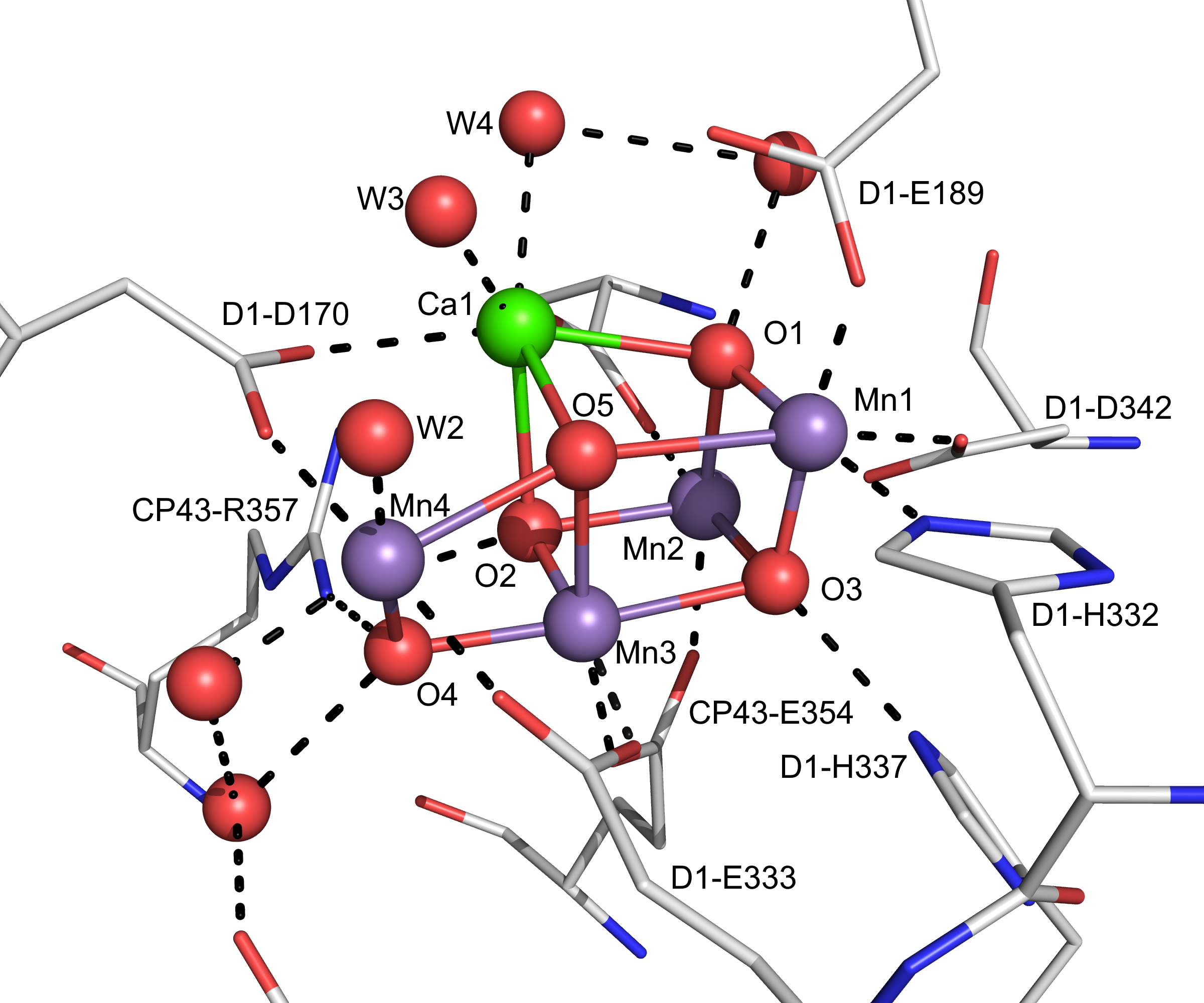
植物の酸素発生部位のMn_{4}O_{5}Caコアの構造。微量ミネラルであるマンガンの数ある役割のひとつ。

微量栄養素（びりょうえいようそ）は、健康を維持するため生物が生涯を通じて必要とする必須かつ微量の栄養素である。さまざまな生理機能が適正に活動するために必要であり、微量栄養素の必要量は生物によって異なる。特に人間やその他の動物は、数多くのビタミンやミネラルを必要とする。

## 概要
植物はビタミンを必要としない傾向があるが、ミネラルは必要である 。ヒトを対象とした栄養学では、微量栄養素の必要量は一般的に1日100ミリグラム未満であるのに対し、たんぱく質などの主要な栄養素は1日グラム単位で必要とされる。
「ビタミン」とは必須の有機化合物であり、「ミネラル」とは、人間や動物にとって必須の元素であり 、多くのミネラルやビタミンの必要量はマイクログラムからミリグラム程度の量であるが、ヒトや動物にとっての主要な栄養供給源である植物には、含有量の少ない微量栄養素が有り、植物性の食事だけでは微量栄養素の欠乏症が生じることがある 。
少なくとも鉄、亜鉛、ビタミンAを含む複数の微量栄養素は、2019年に世界保健機関（WHO）の必須医薬品リストに追加されている。

## 微量栄養素欠乏に対する戦略
微量栄養素を濃縮した肥料を施用することは、人間の健康、社会的、経済的発展にとって大きな利益をもたらす可能性がある。微量栄養素入り肥料は、植物だけでなく、食物連鎖を通じて人間や動物にも影響を与える。世界銀行が1994年に発表した報告書によると、微量栄養素の不足によるコストは、開発途上国の国内総生産の少なくとも5％に相当すると推定されている。 アジア開発銀行は、微量栄養素の欠乏をなくすことの利点を次のようにまとめている：
微量栄養素の不足の程度と影響についての理解が深まるにつれ、いくつかの介入策により、改善と予防の実現可能性と有益性が実証されてきた。安価なカプセルを配布したり、微量栄養素を多く含む食品を多様化したり、一般的に消費される食品を強化したりすることで、大きな変化をもたらすことができる。ヨウ素、ビタミンA、鉄の欠乏を是正することで、集団全体の知能指数を10～15ポイント向上させ、妊産婦死亡を4分の1に減らし、乳幼児死亡率を40％減少させ、人々の労働能力をほぼ半減させることができる。このような栄養不足を解消することで、医療・教育コストを削減し、労働能力と生産性を向上させ、公平な経済成長と国家開発を加速させることができる。経済成長を維持するためには、栄養状態の改善が不可欠である。微量栄養素欠乏症の撲滅は、最良の公衆衛生介入と同等の費用対効果があり、栄養強化は最も費用対効果の高い戦略である。

### ヨウ素添加塩
食塩へのヨウ素添加は、甲状腺異常を引き起こす主原因であるヨウ素欠乏症に対処するための主要な戦略である。1990年当時、発展途上国でヨウ素添加塩を消費している家庭は全体の20％未満であった 。1994年までに国際的なパートナーシップが形成され、世界的なヨウ素化塩キャンペーンが展開された結果、2008年までに開発途上国の72％の家庭で、ヨウ素添加塩が消費されるようになったと推定されている。そして、ヨウ素欠乏症が公衆衛生上の懸念事項となっている国の数は、110カ国から47カ国へと半分以下に減少した 。

### ビタミンA摂取の強化
1997年、ビタミンA摂取量の迅速なスケールアップを話し合う専門家会議が開かれ、カナダ政府の支援を受けた微量栄養素イニシアティブがユニセフへの供給を開始した。
ビタミンAが欠乏している地域では、6～59カ月の子どもに毎年2回摂取することが推奨されている。多くの国では、キャンペーン形式の健康イベントにおいてビタミンAの摂取が予防接種と組み合わせて行われている。
世界的には103の優先国においてビタミンA摂取を強化すべきと考えられていた。1999年には、これらの国々で年2回のビタミンA投与を受けている子どもは16％であった。
微量栄養素イニシアティブは、カナダ政府からの資金援助を受けて、発展途上国で補給が必要なビタミンAの75％を供給している。
主食のビタミンA強化では、ビタミンA欠乏症のリスク低減効果は不確実とされている。

### 二重強化塩
二重強化塩（Double-fortified salt, DFS）は、栄養価の高い鉄分を摂取できる公衆衛生の手段である。DFSはヨウ素と鉄の両方を強化している。DFSは、微量栄養素イニシアティブのエグゼクティブ・ディレクターであるヴェンカテッシュ・マンナーとトロント大学のレヴェンテ・ディオサディ教授が開発したもので、ヨウ素と鉄の負の相互作用を防ぐために、鉄粒子を植物性脂肪でコーティングする技術を開発した。
インドのタタ・ソルト・プラスは、ハイデラバードの国立栄養研究所（NIN）が開発した二重強化技術によってヨウ素と鉄を強化した塩である。この技術は、NINが実施・発表した人口層全体の生物学的利用能に関する研究を経て、長期的な了解覚書の下でタタ・ケミカルズに提供された。
このDFSは2004年に初めて政策的に使用された。2010年9月にはインドのタミル・ナードゥ州でDFSが製造され、州の学校給食プログラムを通じて配布された。DFSはインドのビハール州でも鉄欠乏性貧血（IDA）対策に使用されている。 2010年9月、ヴェンカテッシュ・マンナーは、DFSの開発における功績が認められ、カリフォルニアに拠点を置くテック・アワードの受賞者に選ばれた。

### 亜鉛
主食に対する亜鉛強化は、その集団の血中亜鉛濃度を改善する可能性がある。亜鉛欠乏症の改善、子供の成長、認知、成人の労働能力、血液指標の改善など、その他の効果は不明である 。実験によれば、亜鉛肥料の土壌および葉面散布は、穀物中のフィチン酸亜鉛比率を効果的に低下させることができる。亜鉛強化小麦から作られたパンを食べた人は、血清亜鉛の有意な増加を示し、亜鉛肥料戦略がヒトの亜鉛欠乏症に対処する有望なアプローチであることを示唆している。

## 植物における微量栄養素
約7種類の微量元素が植物の生育に不可欠であるが、その量はごく少量であることが多い。
- ホウ素は、植物の炭水化物輸送に関与していると考えられており、また、代謝調節にも役立っている。ホウ素が欠乏すると、しばしば芽が枯れる。
- 塩素は浸透圧とイオンバランスに必要で、光合成にも一役買っている。
- 銅、鉄、マンガン、モリブデン、亜鉛は、多くの酵素の働きに不可欠な補酵素である[15] 。植物にとって、これらの元素が欠乏すると、クロロフィルの生産が非効率的になり、その影響は白化として現れることが多い。